# Sherwood Anderson
Sherwood Anderson (født 13. september 1876 i Camden, Ohio, død 8. marts 1941 i Colón, Panama) var en amerikansk forfatter (især en novelleforfatter). Han er bedst kendt for sin novellesamling Winesburg, Ohio, der er baseret på hans erfaringer i Clyde, Ohio.